# Psychotria prunifolia
Psychotria prunifolia är en måreväxtart som först beskrevs av Carl Sigismund Kunth, och fick sitt nu gällande namn av Julian Alfred Steyermark. Psychotria prunifolia ingår i släktet Psychotria och familjen måreväxter. Inga underarter finns listade i Catalogue of Life.